# 제2의 출발
"제2의 출발"은 한국에서 제작된 정창화 감독의 1955년 영화이다. 유계선 등이 주연으로 출연하였다.

## 출연

### 주연
- 유계선
- 염석주
- 서월영
- 고병국

## 기타
- 조명: 고해진
- 녹음: 이필우
- 미술: 임명선